# Yatesbury
Yatesbury è un villaggio nella parrocchia civile di Cherhill della contea del Wiltshire nel Sud Ovest dell'Inghilterra. Si trova tra Calne e Marlborough ad ovest di Londra. 

## Geografia

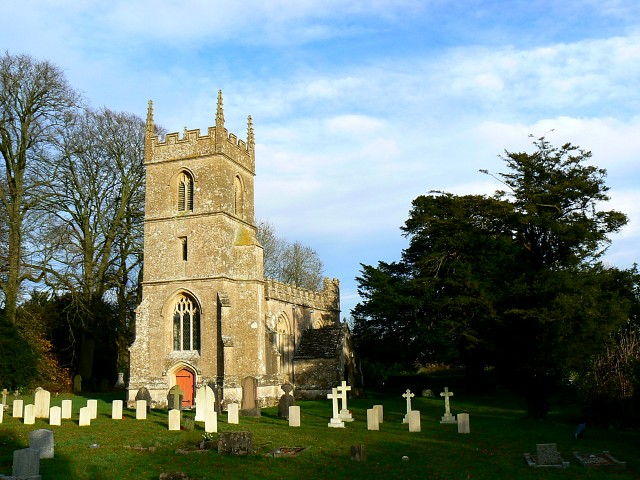
Chiesa di Tutti i Santi a Yatesbury

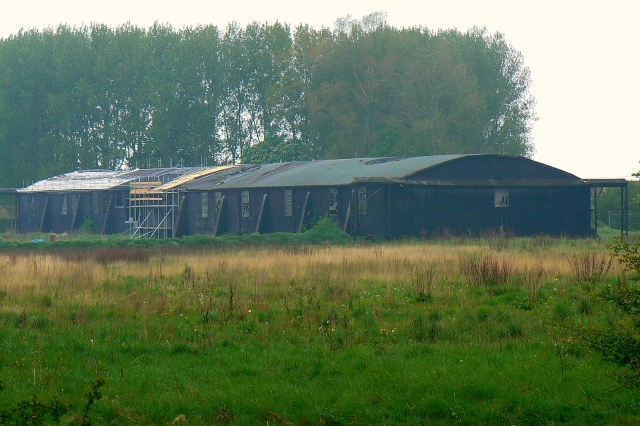
Hangar dismesso, una delle strutture residue della R.A.F. Yatesbury

Il villaggio di Yatesbury si trova a circa 7 km a est di Calne. Sino al 1934 il suo territorio costituva una parrocchia civile autonoma che poi venne inglobata nella parrocchia civile di Cherhill. Il confine è segnato da poche caratteristiche naturali di rilievo sebbene a est le sue linee siano più o meno rettilinee colleghino o si avvicinino a diversi rilievi. Per gran parte della sua lunghezza il confine è segnato da strade.
Vi sono affioramenti di gesso in tutto il territorio che si trova su un altopiano al limite occidentale delle Marlborough Downs. Il corso d'acqua principale del Kennet scorre verso sud-est e ha depositato una piccola quantità di terreno alluvionale. Il terreno più in alto si trova sul suo confine, a 210 metri, dove c'è una cresta nell'angolo sud, un altro picco di 185 metri si trova all'angolo nord e un ultimo a 170 metri dove l'angolo est comprende i pendii più bassi, occidentali, di Windmill Hill. Mediamente il territorio è pianeggiante e ben drenato, e quasi tutta la terra di Yatesbury è adatta all'agricoltura. Le maggiori aree di campo aperto si trovano a nord, sud e ad est del villaggio. All'inizio del XIX secolo c'erano pascoli comuni di pianura per le pecore negli angoli nord e sud e forse a ovest del villaggio dove i campi erano chiamati sleights e la terra confinava con la pianura a Compton Bassett. C'erano pochi boschi.

## Storia
Vi sono evidenze di insediamenti preistorici nel territorio di Yatesbury costituite dalla presenza di vari terrapieni dell'età del bronzo. Uno di questi forse è un cursus ed è stato identificato nell'angolo sud. Altri tumuli sono presenti in quell'angolo e altri a sud-est e a ovest del villaggio. Il tumulo a sud era segnato da molte pietre e altri tumuli simili sono sopravvissuti sino alla fine del XIX secolo. L'insediamento sul sito nel villaggio di Yatesbury è evidentemente rimasto attivo dal periodo romano-britannico sino all'XI secolo quando probabilmente venne acquisito dalla chiesa di Calne. Due fattorie del maniero (Manor) locale che appartenevano a quella chiesa e in seguito alla cattedrale di Salisbury, la fattoria demaniale e quella poi chiamata Manor Farm, furono costruite a breve distanza a nord del sito e secondo le consuetudini di allora furono costruite un po' a est di una strada con direzione nord-sud. È probabile che i primi abitanti del maniero frequentassero la chiesa di Calne. Il Manor Farm recente è una casa costruita utilizzando il gesso locale nel XVII secolo, rivestita in mattoni nel XVIII e ampliata nel XIX. Nel 1795 c'erano circa 12 caseggiati e diversi cottage ai lati della strada. Nel 1994 due case a graticcio edificate attorno al XVII secolo erano sopravvissute sul lato ovest della Street e un cottage del XVIII secolo molto ampliato nel XX secolo sorgeva a est. Nel 1879 il gruppo di cinque cottage all'incrocio tra la Street e Back Lane fu chiamato Town's End.
La strada Londra-Bristol via Calne seguiva la cresta attraverso l'angolo sud. Nel 1791–1792 fu spostata su un nuovo percorso su un terreno più basso circa 200 metri più a nord e venne dismessa nel 1870. Una strada per Calne menzionata intorno al 1670 era probabilmente quella che nel 1773 e conduceva a nord-ovest da Avebury e correva vicino al limite meridionale del villaggio. Un'altra strada per Avebury, a sud-ovest della prima e in seguito chiamata Barrow Lane, era stata realizzata nel 1795 (o forse nel 1683). La strada di Londra poteva essere raggiunta dal villaggio tramite quest'ultima Avenue e una strada nord-sud lungo il confine occidentale della parrocchia o tramite una delle strade di Avebury. Il villaggio poteva essere raggiunto da nord tramite una strada da Broad Hinton chiamata Corten Lane nel 1728 e in seguito, Yatesbury Lane nel 1828. Una strada lungo il confine sud-orientale fu realizzata apparentemente tra il 1773 e il 1828 e fu chiamata Golden Ash Lane nel 1885. Alla fine del XX secolo l'accesso al villaggio avveniva tramite la strada lungo il confine occidentale e l'Avenue che, a parte la strada di Londra e quelle fiancheggiate dagli edifici nel villaggio, erano le uniche strade ad essere state asfaltate.
È probabile che nel Medioevo la maggior parte del demanio fosse separata dal maniero di Yatesbury e ospitasse due manieri, uno a est e uno a ovest del villaggio, e che nuovi edifici fossero eretti accanto a ciascuno. Le fattorie sul maniero orientale probabilmente si trovavano all'estremità meridionale della strada sul lato est. Tra il 1773 e il 1828 furono costruite due nuove fattorie, una su ciascun lato della strada di Avebury a sud-est del suo incrocio con la strada. La fattoria nord-orientale chiamata Yatesbury House, la fattoria recente, è in mattoni rossi e risale principalmente alla metà del XIX secolo. La fattoria sud-occidentale fu demolita intorno al 1975, e la maggior parte degli edifici di entrambe le fattorie furono sostituiti nel XX secolo. Nel 1795, a sud-est del sito di Yatesbury House, c'erano due o più cottage, cinque risultarono presenti intorno al 1839 e nel 1879 un gruppo di otto era chiamato Little London.
Il maniero occidentale era chiamato Westcourt e Yatesbury Manor sorge probabilmente sul sito della sua principale fattoria. Una chiesa, che divenne poi la chiesa parrocchiale, e una casa canonica furono costruite lì vicino. Yatesbury Manor fu costruito alla fine del XVII secolo o all'inizio del XVIII. Aveva la facciata principale est-ovest con un ingresso frontale a sud e una breve ala nord all'estremità orientale. Fu modificato, ampliato e unito a vasti annessi nel XIX secolo. Gli edifici agricoli che vi sorgevano a sud-est intorno al 1839 furono sostituiti da altri a est di Back Lane alla fine del XX secolo. Nel XIX secolo la casa canonica fu demolita e una scuola fu costruita vicino al suo sito. Nel 1773, accanto all'Avenue e vicino alla chiesa, sorgevano alcuni cottage e un gruppo di tre in quel sito nel 1879 era chiamato Vulpit.
All'inizio del XIX secolo fu costruita una nuova canonica a ovest della chiesa. Ci furono poche nuove costruzioni fino agli anni trenta del XX secolo. L'aeroporto di Yatesbury, in uso durante la prima guerra mondiale e poi dal 1936, si trovava a sud-ovest del villaggio di Yatesbury principalmente nei territori delle parrocchie di Cherhill e Compton Bassett. Intorno al 1938 venne costruito un grande campo con strutture per la R.A.F. Yatesbury sul confine Cherhill-Yatesbury a sud-est dell'aeroporto e poi fu costruita una scuola di segnalazione a sud-ovest di Windmill Hill. La struttura fu chiusa nel 1964, nel 1969 gli edifici del campo erano stati rimossi e tra il 1970 e il 1972 il consiglio della contea di Wiltshire ripristinò il campo come terreno agricolo.

## Monumenti e luoghi d'interesse
Nel territorio di Yatesbury vi sono vari edifici e luoghi degni di particolare interesse.
- Chiesa di Tutti i Santi (in inglese All Saints church). La chiesa parrocchiale anglicana risale al XII secolo. L'edificio è stato costruito in gesso e pietra arenaria, si trova a ovest del villaggio ed è composta da un presbiterio, una navata del XIII secolo e un porticato a nord, una campata superstite di un porticato a sud della fine del XII secolo dove è posta la porta a sud, pesantemente restaurata e trasferita, e una torre a ovest del XV secolo. Ci sono incisioni romaniche sul porticato a sud, sulla porta a sud e sul fonte battesimale. Nel XV secolo era inserita nel muro che blocca l'unica campata superstite del XII secolo della navata sud. È costituita da un ordine di colonnine con capitelli a conchiglia, entrambi risalenti al XIX secolo. L'arco è decorato semplicemente con teste grottesche che decorano i terminali. Entro il 1210 una prebenda della cattedrale di Yatesbury, dotata del maniero di Yatesbury, era stata istituita dal decano e dal capitolo di Salisbury. Nel XV secolo, il porticato della navata sud fu demolito, a parte una campata che contiene la porta sud ricollocata. Il porticato aveva pilastri rotondi e abachi. Il pilastro ovest è un capitello modanato, quello est una conchiglia a tromba con un motivo a spirale che forma la bocca della conchiglia. Il fonte battesimale, che probabilmente risale alla fine del XII secolo ma sembra essere stato ritagliato, è decorato con grandi foglie nella posizione di una fila di capesante. Il motivo ondulato attorno alla parte superiore del catino ricorda il motivo sul capitello est dell'arcata della navata sud. Appartiene alla diocesi di Salisbury dal 20 dicembre 1960 è considerata un monumento classificato di primo grado per il suo particolare interesse storico e architettonico.[6][7][8]
- R.A.F. Yatesbury. L'aeroporto fu fondato per la prima volta nell'ottobre del 1916 come sede di addestramento del Royal Flying Corps ed era specializzato nell'addestramento di ricognizione. Gli aeroporti in realtà furono due, istituiti in due aree principali o campi: Campo 1 e Campo 2, entrambi dotati di propri siti tecnici e campi di atterraggio. RFC Yatesbury divenne un deposito di addestramento nel 1918 e chiuse nel 1919. Tutti gli edifici nel Campo 2 furono rimossi. Un certo numero di hangar del servizio generale rimasero nel Campo 1 e uno di questi è ancora presente, anche se dismesso. Sul sito venne anche istituito un campo per prigionieri di guerra per fornire manodopera al campo e all'area circostante. Nel 1936 il sito del Campo 1 fu riqualificato come scuola di addestramento al volo civile e affidato alla Bristol Aeroplane Company Ltd per addestrare i piloti della Royal Air Force. Furono costruite varie strutture, tra cui mense ufficiali e blocchi di alloggi. Nel 1939 l'aeroporto fu preso in carico dal ministero dell'aria e portato agli standard necessari all'utilizzo bellico. Fu realizzata la costruzione di vari hangar Bellman e Blister, di rifugi antiaerei Stanton e una Sommerfield Track fu posata sulle due piste. Furono inoltre costruite numerose opere di difesa. Sul sito, nel 1938-1939 il RAF Training Command istituì una grande scuola di addestramento radio. Vi vennero addestrati oltre 50.000 uomini durante la seconda guerra mondiale. All'estremità orientale di questo campo fu aperta una scuola, nel 1942, per preparare il personale all'uso del radar, allora segreto. Nel 1947 le attività di addestramento aereo si interruppero ma la scuola radiofonica continuò fino alla sua chiusura definitiva nel 1965.[9]